# Klaus Dieter Düxmann
Klaus Dieter Düxmann (* 30. Juni 1949 in Köln) ist ein ehemaliger deutscher Diplomat.

## Leben
Klaus Dieter Düxmann machte 1967 sein Abitur. Von 1967 bis 1969 leistete er seinen Wehrdienst. Düxmann studierte von 1969 bis 1975 Rechtswissenschaften und absolvierte 1975 das erste juristische Staatsexamen. Von 1976 bis 1978 war er im juristischen Vorbereitungsdienst; 1978 absolvierte er das zweite Staatsexamen. Von 1979 bis 1980 übte er mit einer Zulassung am Landgericht Köln den Beruf des Rechtsanwalts aus.
Von 1980 bis 1982 bereitete er sich auf den höheren auswärtigen Dienst vor. Von 1982 bis 1985 war er an der Botschaft Addis Abeba akkreditiert. Von 1985 bis 1986 war er bei der ständigen Vertretung bei der EU in Brüssel akkreditiert. Von 1986 bis 1990 wurde er im Auswärtigen Amt beschäftigt. Von 1990 bis 1993 war er ständiger Vertreter des Botschafters in Harare. Von 1993 bis 1995 war er Vertreter eines Referatsleiters im Auswärtigen Amt. Von 1995 bis 1999 Vertreter des Leiters des Informationsbüros in New York City. Von 2000 bis 2003 Gesandter an der Botschaft in Windhoek. Von 2004 bis 2007 leitete Rechts- und Konsularabteilung der Botschaft in London. Von 2007 bis 2010 leitete er im Auswärtigen Amt ein Referat. Danach war Düxmann bis 2014 Botschafter in Uganda.
Klaus Dieter Düxmann ist verheiratet und hat zwei Kinder; seit 2014 ist er im Ruhestand.

## Veröffentlichungen
- Deutsch-namibische Kulturbeziehungen, 2002